# Przesmyk (serial telewizyjny)
Przesmyk – polski serial sensacyjny z 2024 r. w reżyserii Jana P. Matuszyńskiego, udostępniany od 31 stycznia 2025 na platformie VOD Max.
Tytuł serialu odnosi się do przesmyku suwalskiego – strategicznego obszaru Polski, zlokalizowanego w północno-wschodniej części kraju, stanowiącego kluczowe połączenie pomiędzy państwami bałtyckimi a resztą NATO, jednocześnie rozdzielającego rosyjski obwód królewiecki i Białoruś. Według United States Army to jeden z najbardziej zapalnych punktów Europy, który w razie eskalacji konfliktu mógłby stać się areną militarnych starć.

## Fabuła
Akcja serialu dzieje się wiosną 2021 r.. Ewa Oginiec (Lena Góra) jest polskim szpiegiem pracującym w Rosji. W wyniku traumatycznego wydarzenia, które spotyka ją po jednej z akcji, decyduje się powrócić do życia poza wywiadem. Sytuacja zmienia się, gdy partner kobiety – Skiner (Karol Pocheć) zostaje porwany przez rosyjski wywiad w Mińsku podczas misji na Białorusi, co zmusza ją do nieplanowanych działań.

## Obsada

### Główna
- Lena Góra – Ewa Oginiec
- Karol Pocheć – „Skiner“
- Bartłomiej Topa – Krzysztof Hałaj, szef Agencji Wywiadu
- Andrzej Konopka – podpułkownik Zbigniew Lange, szef Departamentu Operacyjnego Agencji Wywiadu

### Drugoplanowa i epizodyczna
- Ewelina Starejki – Helena Jankulowska, szefowa ds. bezpieczeństwa w Ambasadzie Polskiej w Mińsku
- Alona Szostak – Tamara Sorokina
- Dmytro Małkow – Oleg Skopincew
- Tomasz Ziętek – Jan Drawicz
- Eliza Rycembel – Maria Drawicz
- Lidia Sadowa – Paulina Oginiec, siostra Ewy
- Antoni Sztaba – Kajetan, syn Pauliny
- Kamila Urzędowska – Inka Nawrot
- Magdalena Walach – konsul Maria Niedźwiecka
- Mirosław Zbrojewicz – Paweł Niedźwiecki
- Piotr Żurawski – Błażej
- Sergiej Abolomov – generał Borys Kozłow
- Andrew Zhuravski – Aleksiej Sorokin, syn Tamary
- Oleg Garbuz – Nikołaj Sorokin, mąż Tamary
- Dariusz Chojnacki – porucznik Adamus
- Michał Sikorski – Jasiek
- Maja Burzyńska – Kalina Niedźwiecka
- Irmina Liszkowska – Polina
- Monika Szalaty – pracownica ambasady
- Andrzej Szeremeta – lekarz
- Oleh Kyryliv – Dimitrij
- Sergiej Kalantay – Władimir Awajew
- Paweł Dobek – opozycjonista
- Kamila Ścibiorek – Irakijka
- Jolanta Bielecka – starsza Irakijka
- Piotr Chys – technik
- Maksymilian Hojka – Antek

## Odcinki
| Odcinek | Reżyseria          | Scenariusz                                                                             | Premiera (Max)   |
| ------- | ------------------ | -------------------------------------------------------------------------------------- | ---------------- |
|         |                    |                                                                                        |                  |
| 1.      | Jan P. Matuszyński | Karolina Szymczyk-Majchrzak, Wojciech Bockenheim, Błażej Dzikowski                     | 31 stycznia 2025 |
|         |                    |                                                                                        |                  |
| 2.      | Jan P. Matuszyński | Dana Łukasińska, Wojciech Bockenheim, Błażej Dzikowski                                 | 7 lutego 2025    |
|         |                    |                                                                                        |                  |
| 3.      | Jan P. Matuszyński | Dana Łukasińska, Wojciech Bockenheim, Błażej Dzikowski                                 | 14 lutego 2025   |
|         |                    |                                                                                        |                  |
| 4.      | Jan P. Matuszyński | Karolina Szymczyk-Majchrzak, Wojciech Bockenheim, Błażej Dzikowski                     | 21 lutego 2025   |
|         |                    |                                                                                        |                  |
| 5.      | Jan P. Matuszyński | Karolina Szymczyk-Majchrzak, Wojciech Bockenheim, Błażej Dzikowski, Jan P. Matuszyński | 28 lutego 2025   |
|         |                    |                                                                                        |                  |
| 6.      | Jan P. Matuszyński | Karolina Szymczyk-Majchrzak, Wojciech Bockenheim, Błażej Dzikowski, Jan P. Matuszyński | 7 marca 2025     |
|         |                    |                                                                                        |                  |

## Produkcja
W maju 2024 r. TVN Warner Bros. Discovery poinformował o rozpoczęciu produkcji serialu informując, że główną rolę, Ewy Oginiec zagra Lena Góra, a reżyserem będzie Jan P. Matuszyński. Pod koniec października 2024 r. ujawniono pozostałą obsadę, w której znaleźli się m.in.: Leszek Lichota, Bartłomiej Topa, Andrzej Konopka, Kamila Urzędowska, Karol Pocheć, Eliza Rycembel, Tomasz Ziętek, Ewelina Starejki i Lidia Sadowa.
Plan zdjęciowy serialu zlokalizowany był w: Warszawie, Gliwicach, Dąbrowie Górniczej, Katowicach, Zabrzu, Bytomiu, Krakowie, Mikołowie i Sosnowcu.
24 marca 2025 roku poinformowano, że drugi sezon serialu został skierowany do produkcji.